# Carne de pollo

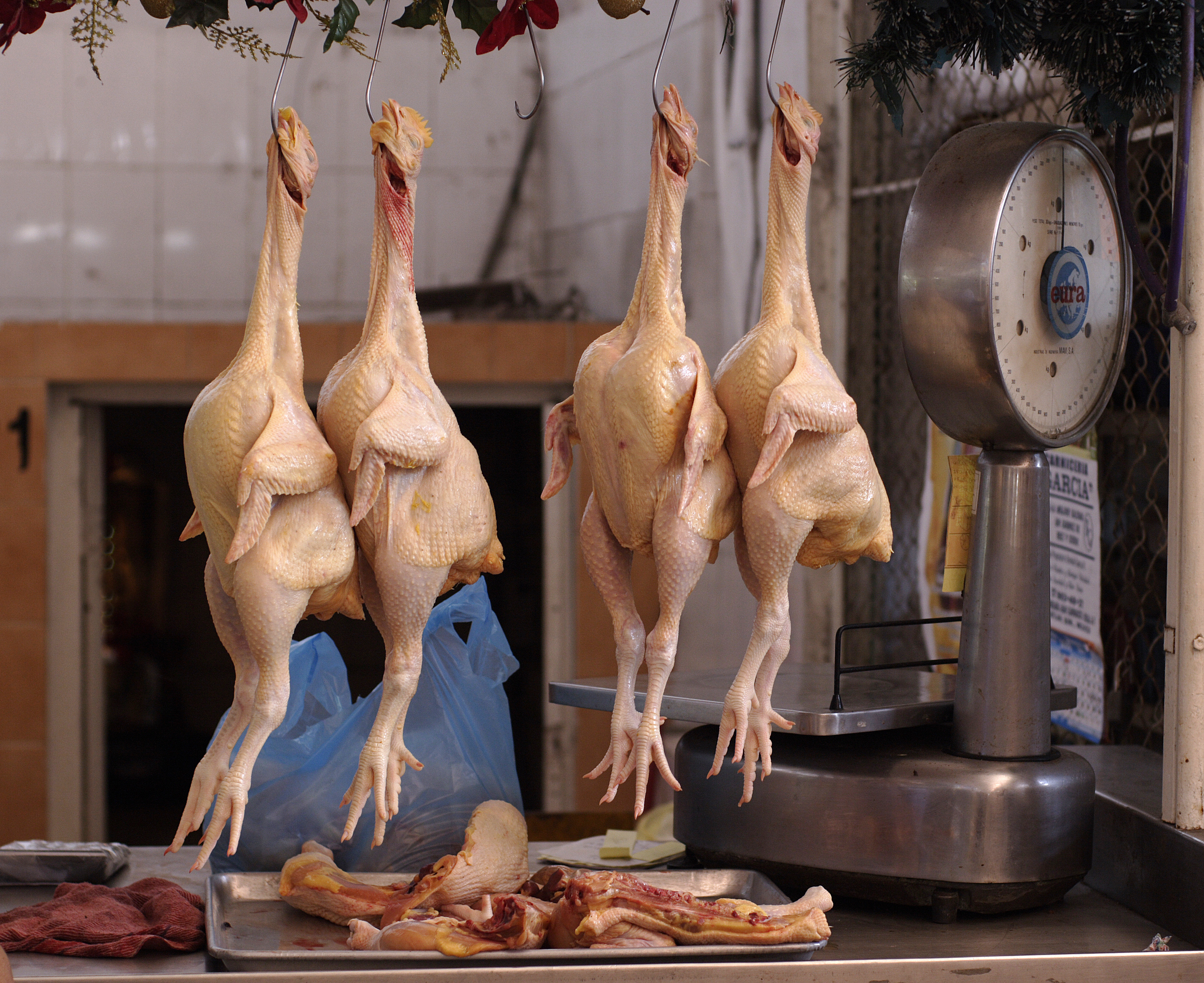
Pollos en mercado de Sinaloa, México.

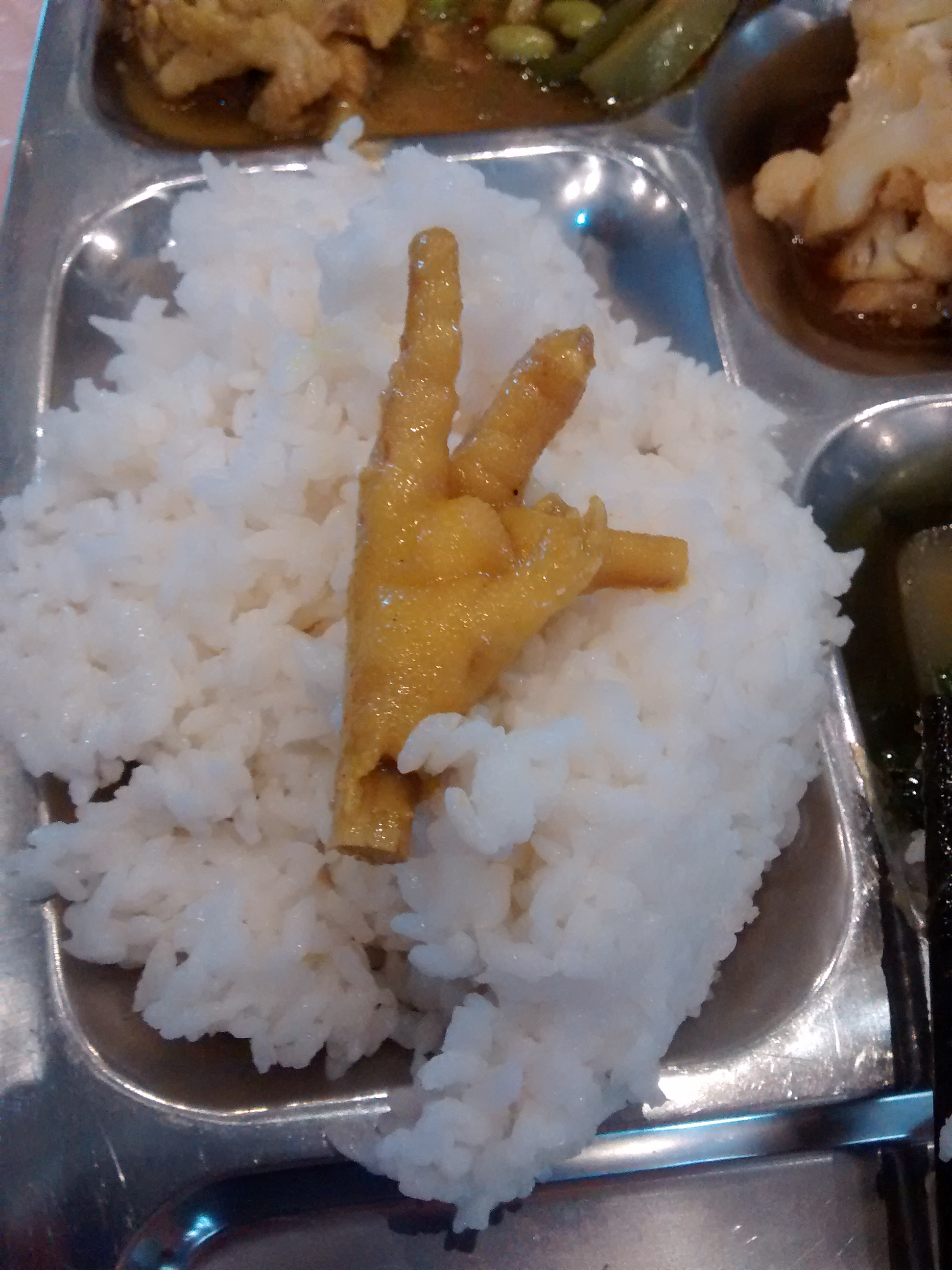
Pata de pollo sobre arroz cocido

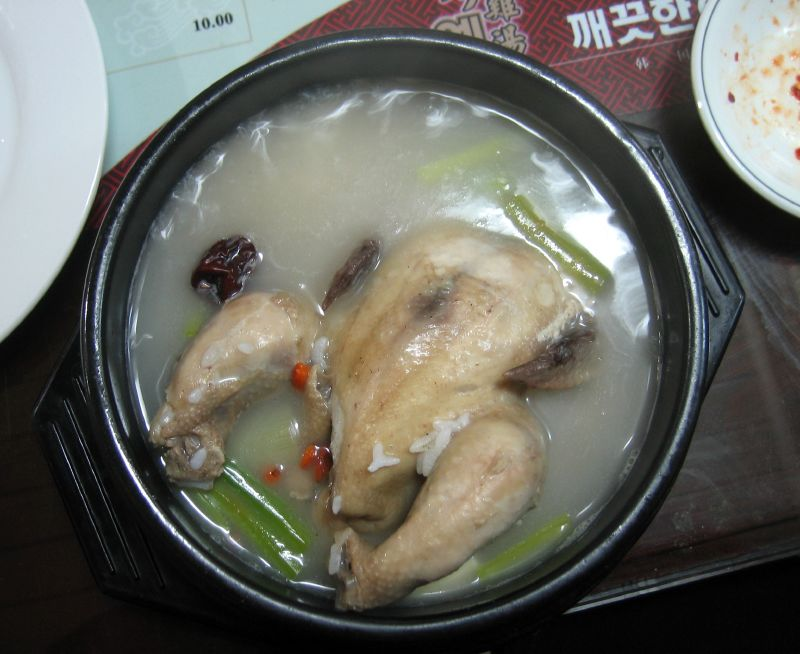
Sopa coreana de pollo con ginseng

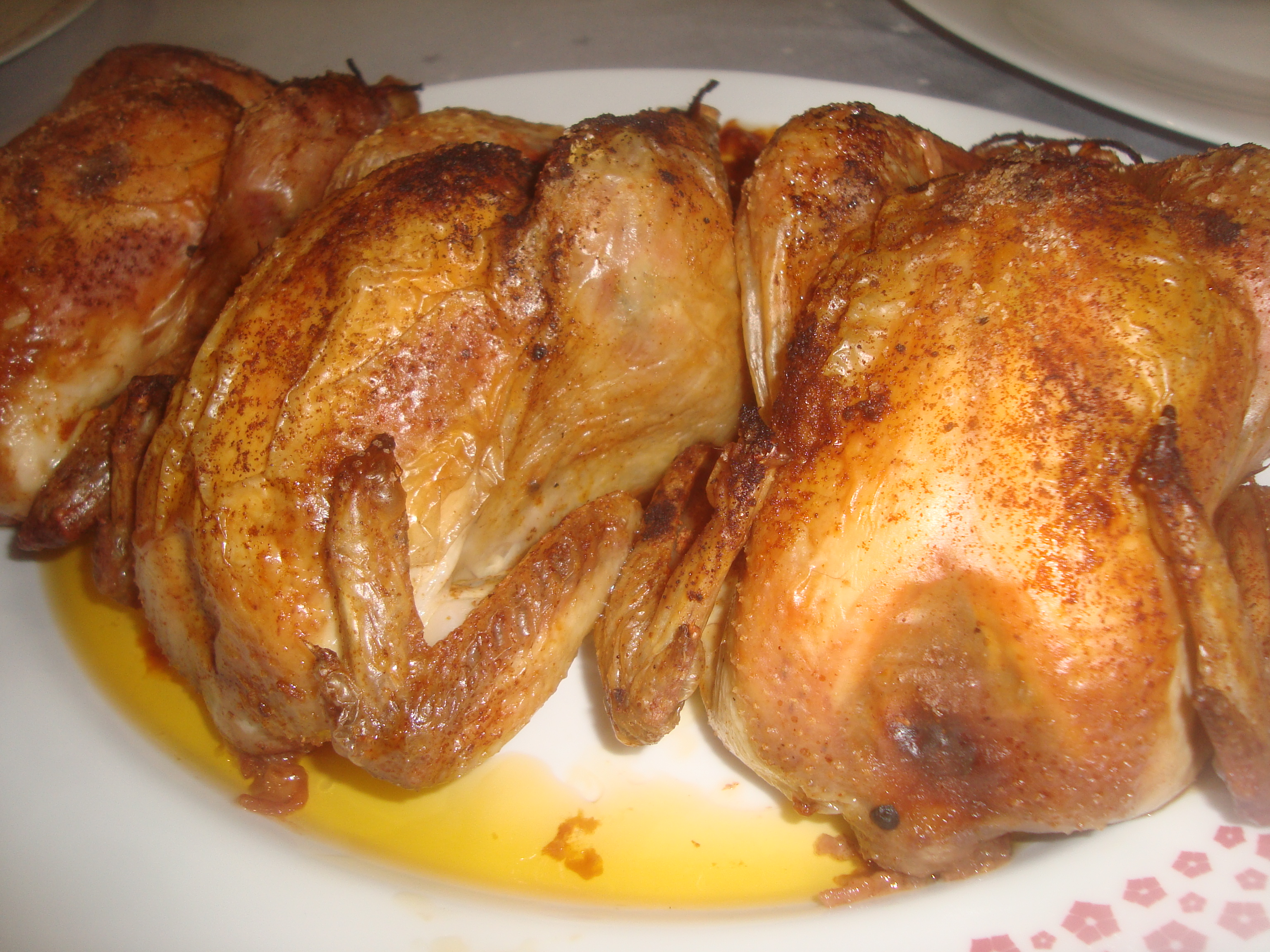
Pollos al horno

Se llama carne de pollo (o simplemente pollo) a los tejidos musculares y órganos procedentes del pollo. Es muy frecuente encontrarla en muchos platos y preparaciones culinarias de todo el mundo. Su carne se considera un alimento básico y es por esta razón por la que se incluye en el índice de precios al consumidor.

## Historia
El origen de la relación de esta especie con el ser humano se remonta al Neolítico, y concretamente en el marco del cambio de sociedades cazadoras-recolectoras a agricultoras-ganaderas. Algunos estudios revelan que las primeras gallinas y pollos domesticados pueden provenir de la India, hace más de 4000 años.
Su presencia en la vida del hombre no es nueva. Los primeros restos datan del Neolítico, del año 6000 a. C. Fueron encontrados en la provincia china de Hebei y de ahí pasaron a Europa de la mano de los sumerios. En el Egipto de Tutmosis III (1500 a. C.) ya hay constancia de avicultores, y en los tratados gastronómicos de la Roma del siglo I d. C.
Los avances de la ciencia, así como los nuevos conocimientos higiénicos-sanitarios, permitieron la extensión del consumo de pollo a toda la población durante el siglo XX. Su década prodigiosa llegó en 1960. Dejó de ser un artículo de lujo para convertirse en un producto habitual en las dietas debido a su alto contenido proteico y vitamínico y la muy baja presencia de grasas.

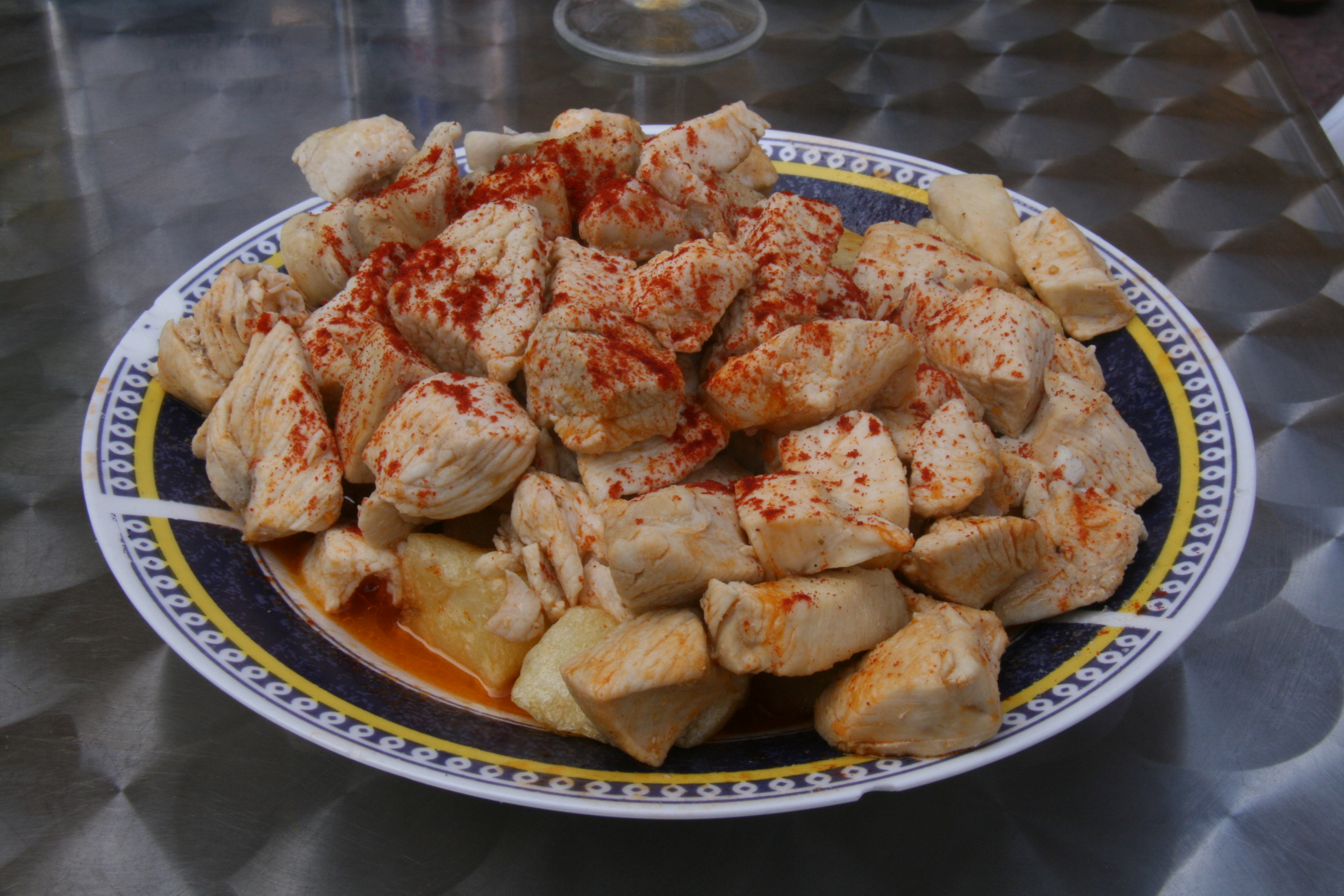
Pollo con papas

## Características del pollo
Se pueden consumir diferentes partes del pollo: las patas o manos, la cresta, las alas o alitas (uno de los platos más conocidos son los buffalo wings estadounidenses), las piernas o muslos de pollo, la pechuga y las menudencias (hígado, corazón, molleja o pana y buche o contre). Las partes de las vísceras en muchos países son descartadas y no se incluyen en la alimentación humana, aunque, por ejemplo, en la cocina japonesa se emplea a veces en el yakitori. Los huesos son aprovechados por regla general (en lo que se denomina carcasa, al igual que el cuello o pescuezo) para la elaboración, junto con diversas verduras de caldo de pollo. Las alas y muslos son cortes muy apreciados. Por su parte, las patas son altamente ricas en colágeno.
Se suele preparar al calor, la carne no se ingiere cruda ya que puede poseer salmonella.

## Usos del pollo

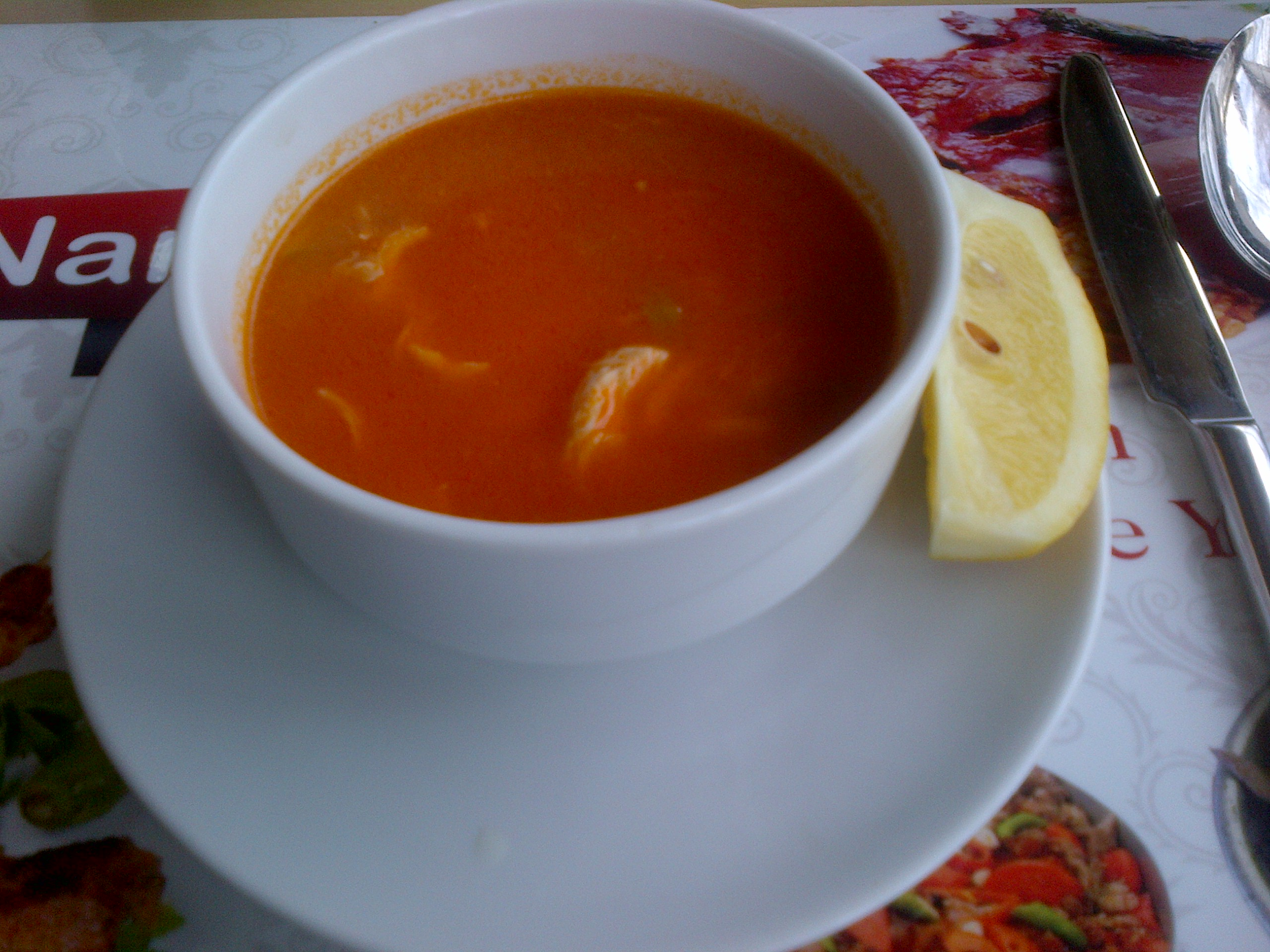
Tavuklu şehriye çorbası (sopa de pepitas con pollo) de la cocina turca. Es más común la versión con terbiye (yema de huevo y zumo de limón añadidos a la sopa) pero también se consume mucho con salça.

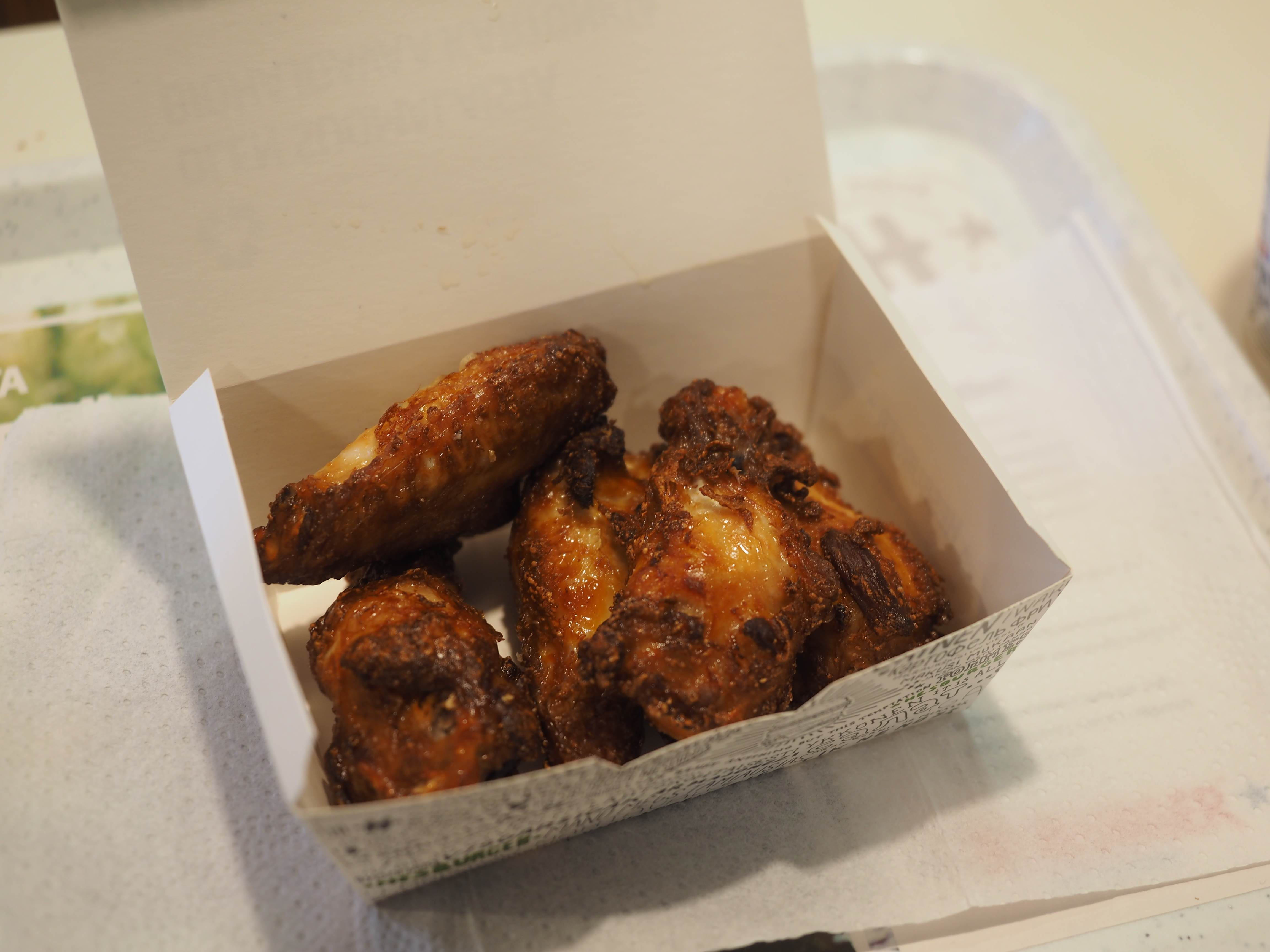
Una caja de alitas de pollo, servida en un restaurante Hesburger en Helsinki, Finlandia.

Se suele emplear en una gran variedad de preparaciones que van desde el asado a la parrilla (barbacoa), asado al horno, frito, frito rebozado, guisado o en la elaboración de sopas y caldos.
Se puede ver su carne picada convertida en fiambres, hamburguesas y otros productos elaborados (principalmente el corte llamado pechuga, ya que por sí sola posee poco sabor y muy bajo contenido en grasa).
Algunos de sus componentes se asocian a la elaboración de fast food y algunas cadenas como Kentucky Fried Chicken se han especializado en servir raciones de esta carne en sus platos.

## Datos nutricionales
La carne de pollo es una de las más saludables del mercado. Es un alimento con una alta densidad de nutrientes. El principal componente de la carne de pollo es el agua, que representa del 70 % al 75 % del total; las proteínas suponen entre el 20 % y el 22 %; y, por último, la grasa, entre un 3 % y un 10 %.
En su composición también figuran cantidades importantes de minerales como hierro, zinc, magnesio, selenio, cobalto, fósforo, cromo, y vitaminas A, B1, B3, B6, B12 y riboflavina.
La cantidad de grasa del pollo varía según la parte que se consume y depende de las recetas de pollo. En las piezas más magras, el porcentaje es bajo. La mayor parte está en la piel, con casi 48 gramos de grasa por cada 100 gramos de carne. La grasa es un aspecto que depende directamente de la alimentación del animal durante su crecimiento.

## Tipos de pollo
El pollo de cría se sacrifica con una edad mínima de 20 semanas, y entre uno y tres kilogramos de peso. Entre los distintos tipos de carne de pollo y, en función del sexo y edad en el momento del sacrificio, destacan varios.
- Pollo de campero (a veces se usa el término «pollo de corral», pero no está regulado[1]). Es el más pequeño de todos, su carne es la más sabrosa, siempre y cuando se haya alimentado de forma variada, pero también un poco más dura.
- Pollo picantón. Se sacrifica con un mes de edad y su peso puede llegar a los 500 gramos. Es una carne apropiada para preparar a la parrilla, tierna y de sabor suave. También se puede freír.
- Pollo de granja. Es el más común y el más económico. Esta ave se alimenta solamente de pienso, crece en muy poco tiempo y se mueve también muy poco, dado las características del espacio donde vive.
- Pularda. Esta joven hembra castrada que no ha puesto y está sobrealimentada puede alcanzar hasta los 3 kilogramos de peso. Se sacrifica a los seis u ocho meses de edad y su carne es tierna y muy sabrosa.
- Capón. Es un macho castrado joven y sobrealimentado. Puede llegar a los 4 kilogramos de peso antes de su sacrificio. Su carne tiene una grasa entreverada que le aporta un aroma y una ternura específicas. Es el tradicional pollo de Navidad que se rellena.
- Pollo tomatero. De poco peso (unos 500 gramos o 1 kilogramo, máximo), esta ave se ha alimentado con tomates frescos. Cuenta con un sabor especial, entre suave y firme.
- Gallina. Es la hembra adulta que se sacrifica después de agotar su capacidad de puesta de huevos, tiene más grasa que el pollo y es apropiada para caldos o cocidos. Su carne es dura, fibrosa y con un intenso sabor.

## Producción

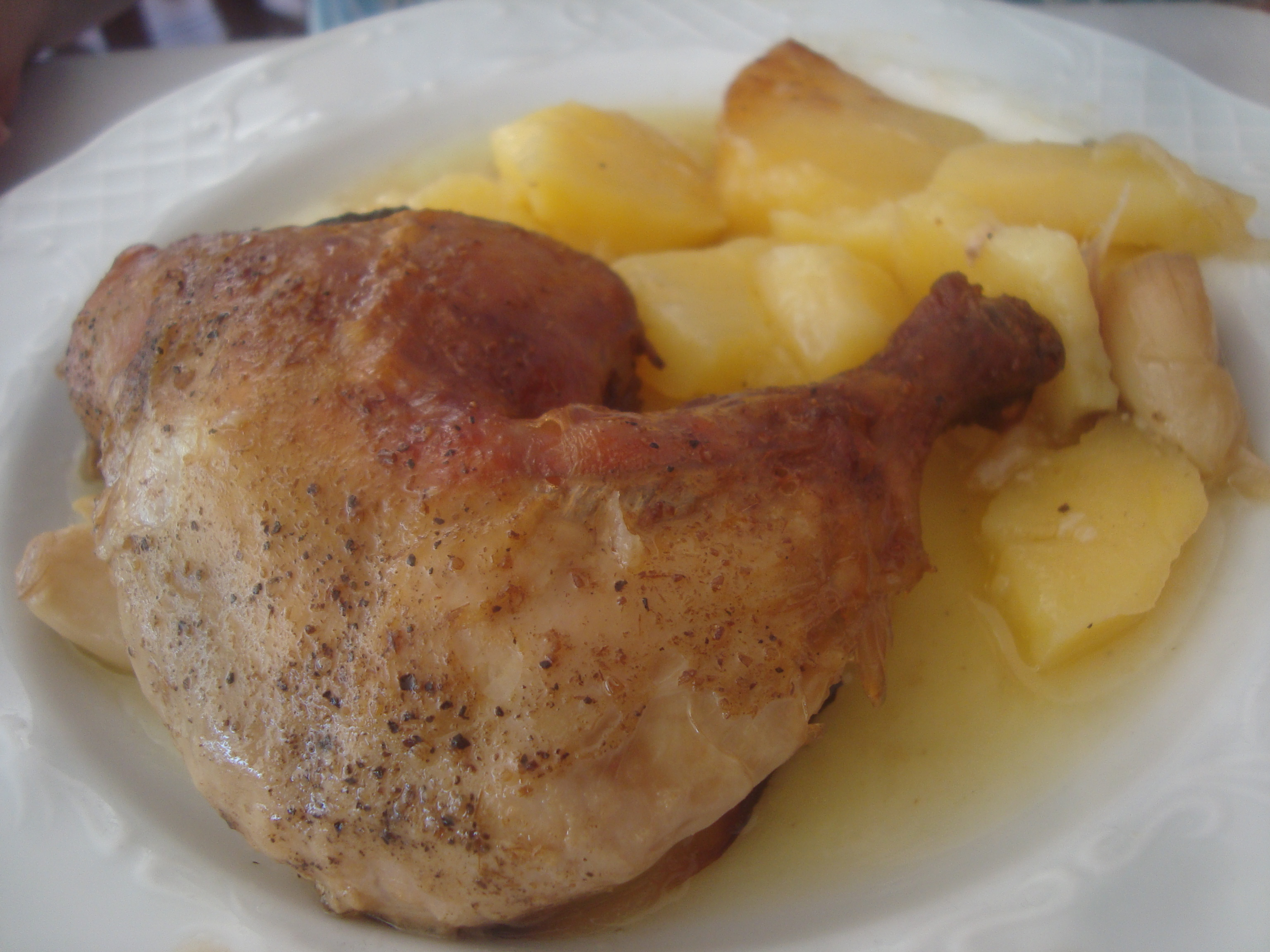
Muslo de pollo cocinado al horno.

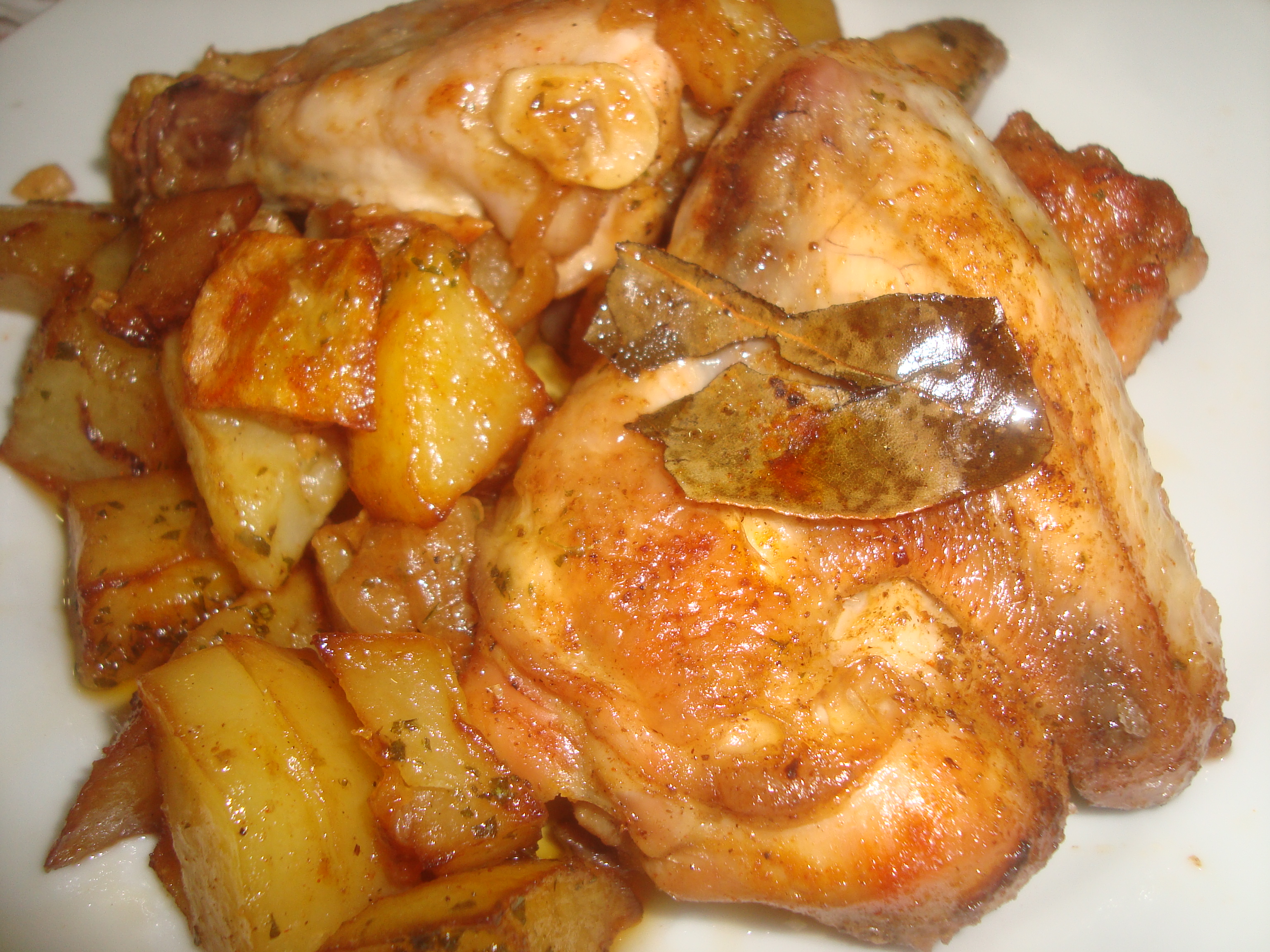
Alas de pollo con patatas a lo pobre en España.

El país mayor productor de carne de pollo en todo el mundo es Estados Unidos, seguido de Brasil, China, Rusia e India.
| Posición | País               | Toneladas  |
| -------- | ------------------ | ---------- |
| 1        | Estados Unidos     | 19 568 042 |
| 2        | Brasil             | 14 914 563 |
| 3        | China, Continental | 13 957 911 |
| 4        | Rusia              | 4 543 002  |
| 5        | India              | 3 590 525  |
| 6        | México             | 3 338 372  |
| 7        | Indonesia          | 2 544 105  |
| 8        | Japón              | 2 250 347  |
| 9        | Irán               | 2 187 068  |
| 10       | Turquía            | 2 156 671  |
| 11       | Argentina          | 2 069 160  |
| 12       | Malasia            | 1 766 369  |
| 13       | Sudáfrica          | 1 754 562  |
| 14       | Reino Unido        | 1 750 000  |
| 15       | Birmania           | 1 728 947  |
| 16       | Tailandia          | 1 726 881  |
| 17       | Colombia           | 1 592 830  |
| 18       | Perú               | 1 581 767  |
| 19       | Polonia            | 1 474 064  |
| 20       | España             | 1 411 312  |

## Salud
La carne de pollo contiene aproximadamente de dos a tres veces más grasa poliinsaturada que la mayoría de los tipos de carne roja cuando se mide en peso porcentaje.
El pollo suele incluir poca grasa en la propia carne (gallos castrados excluidos). La grasa está muy concentrada en la piel. Una ración de 100 g de pechuga de pollo al horno contiene 4 gramos de grasa y 31 gramos de proteínas, frente a los 10 gramos de grasa y 27 gramos de proteínas de la misma ración de filete de falda magro a la parrilla.

### Uso de la roxarsona en la producción de pollos
En las granjas industriales, a los pollos se les administra de forma rutinaria el aditivo para piensos roxarsona, un compuesto organoarsénico que se descompone parcialmente en arsénico inorgánico compuesto en la carne de los pollos, y en sus heces, que a menudo se utilizan como fertilizante.  El compuesto se utiliza para controlar los patógenos estomacales y promover el crecimiento. En una muestra realizada en 2013 por la Escuela de Salud Pública Johns Hopkins de carne de pollo procedente de productores avícolas que no prohibían la roxarsona, el 70% de las muestras de EE. UU. tenían niveles que superaban los límites de seguridad establecidos por la FDA.  Desde entonces, la FDA ha revisado su postura sobre los límites seguros de arsénico inorgánico en la alimentación animal al afirmar que "cualquier nuevo medicamento para animales que contribuya a la carga general de arsénico inorgánico es potencialmente preocupante".

### Resistencia a los antibióticos
La información obtenida por el Programa Integrado Canadiense de Resistencia a los Antimicrobianos (CIPARS) "indica claramente que la resistencia a la cefalosporina en los seres humanos se está moviendo al mismo ritmo que el uso del medicamento en la producción avícola". Según el Canadian Medical Association Journal, el antibiótico no aprobado ceftiofur se inyecta de forma rutinaria en huevos en Quebec y Ontario para desalentar la infección de las crías. Aunque los datos son rebatidos por la industria, la resistencia a los antibióticos en los seres humanos parece estar directamente relacionada con el uso del antibiótico en los huevos.
La información obtenida por el Programa Integrado Canadiense de Resistencia a los Antimicrobianos (CIPARS) "indica claramente que la resistencia a la cefalosporina en los seres humanos avanza al mismo ritmo que el uso del medicamento en la producción avícola". Según el Canadian Medical Association Journal, el antibiótico no aprobado ceftiofur se inyecta de forma rutinaria en huevos en Quebec y Ontario para desalentar la infección de las crías. Aunque los datos son rebatidos por la industria, la resistencia a los antibióticos en los seres humanos parece estar directamente relacionada con el uso de antibióticos en los huevos.
Un estudio reciente del Translational Genomics Research Institute demostró que casi la mitad (47%) de la carne y las aves de corral de las tiendas de comestibles estadounidenses estaban contaminadas con S. aureus, y más de la mitad (52%) de esas bacterias eran resistentes a los antibióticos. Además, según la FDA, más del 25% del pollo de venta al por menor es resistente a 5 o más clases diferentes de medicamentos para el tratamiento con antibióticos en Estados Unidos. Se estima que entre el 90 y el 100% del pollo convencional contiene, al menos, una forma de microorganismo resistente a los antibióticos, mientras que en el pollo ecológico se ha detectado una incidencia menor, del 84%.  

### Contaminación por materia fecal
En encuestas aleatorias de productos de pollo en todo Estados Unidos en 2012, el Comité de Médicos por una Medicina Responsable encontró que el 48% de las muestras contenían materia fecal. En la mayoría de las granjas comerciales de pollos, los pollos pasan toda su vida de pie, tumbados y viviendo en su propio estiércol, que en cierto modo se mezcla con el material de cama (por ejemplo, serrín, virutas de madera, paja picada, etc.).
Durante el transporte desde la granja de piensos concentrados hasta el matadero, los pollos suelen colocarse en cajas de transporte que suelen tener el suelo de rejilla. Estas cajas se apilan de 5 a 10 filas de alto en el camión de transporte al matadero. Durante el transporte, los pollos tienden a defecar, y el estiércol suele depositarse en el interior de las jaulas abarrotadas, contaminando las plumas y la piel de los pollos, o llueve sobre los pollos y las cajas en los niveles inferiores del camión de transporte. Cuando el camión llega al matadero, la piel y las plumas de la mayoría de los pollos ya están contaminadas con heces. 
También hay materia fecal en los intestinos. Mientras que el proceso de sacrificio elimina las plumas y los intestinos, sólo se elimina la materia fecal visible. Los procesos automatizados de alta velocidad en el matadero no están diseñados para eliminar esta contaminación fecal en la pluma y la piel. El equipo de procesamiento de alta velocidad tiende a rociar la contaminación alrededor de las aves que bajan por la línea de procesamiento, y el equipo en la propia línea. En uno o más puntos de la mayoría de los mataderos, se utilizan sprays y baños químicos (por ejemplo, lejía, ácidos, peróxidos, etc.) para enjuagar o matar parcialmente esta contaminación bacteriana. La contaminación fecal, una vez que se ha producido, especialmente en las diversas membranas entre la piel y el músculo, es imposible de eliminar por completo.